# Vatikanska nogometna reprezentacija
Vatikanska nogometna reprezentacija (tal.: Selezione di calcio della Città del Vaticano) je nogometna momčad koja predstavlja Vatikan u međunarodnom športu u muškom nogometu, i pod vodstvom je Vatikanskog nogometnog saveza. Vatikanski nogometni savez je osnovan 1972. Trenutačni predsjednik saveza je Domenico Ruggerio. Gianfranco Guadagnoli, Talijan, je trenutačni izbornik reprezentacije. U prošlosti je ovu momčad vodio, jedan od najuspješnijih talijanskih trenera, Giovanni Trapattoni.

## Pregled
2000. godine, papa Ivan Pavao II. je uspostavio Vatikanski sportski odjel s ciljem promicanja "tradicije (športa) unutar kršćanske zajednice". 2006., državni tajnik Vatikana, kardinal Tarcisio Bertone je sugerirao da bi Vatikan mogao osnovati nogometni tim od katoličkih sjemeništaraca. O tome je kardinal izjavio: "Ako bi uzeli brazilske studente iz naših Papinskih sveučilišta, mogli bi smo imati odličnu momčad." Kardinal je također istaknuo da je na Svjetsko prvenstvo u nogometu u Italiji 1990., bilo čak 42 igrača u posljednjem kolu, koji su pohađali salezijanske trening centre diljem svijeta. Na primjer, Marcelino, junak Europskog prvenstva u nogometu u Španjolska 1964. bio je bivši sjemeništarac. Bertoneov prijedlog je bio da igrači Vatikana, čak i ako budu prihvaćeni od strane UEFA-e, budu sačinjavali članovi Katoličke Crkve diljem svijeta, a ne samo građani Vatikana.
Vatikanska momčad sastoji se isključivo od zaposlenika Vatikana: policajaca, poštanskih radnika, državnih dužnosnika i članova švicarske garde. Budući da su većina vatikanskih građani pripadnici Švicarske garde, oni ne mogu biti zadržani u dužem periodu. Stoga je reprezentacija odigrala tek nekoliko međunarodnih utakmica, često izazivajući veliku pozornost medija. Kada je Vatikan odigrao svoju prvu utakmicu 2002. godini, samo jedan igrač, Marcello Rosatti, je imao Vatikan putovnicu. Godine 2006., Vatikan je bio pozvan da sudjeluje na VIVA Svjetskom prvenstvu kojeg vodi NF board i očekivalo se da sudjeluju, ali nisu bili u stanju to učiniti, jer nisu mogli sastaviti momčad od 15 članova. Ukupno je Vatikan odigrao samo četiri međunarodne utakmice protiv drugih nacionalnih reprezentacija. Od toga su jednom remizirali i tri puta izgubili.
Uz međunarodne utakmice, momčad je odigrala prijateljsku utakmicu, ujedno i prvu utakmicu, protiv rezervnog tima San Marina 1994. godine. Smatra se da je rezultat te utakmice bio 0-0, no Steve Menary u svojoj knjizi "Izopćenici: Zemlje koje je FIFA zaboravila" navodi da su mu iz Vatikana izjavili da je utakmica završila 1-1. Godine 2010., Vatikan je organizirao momčad za prijateljsku utakmicu protiv Palestine. Međutim, taj tim je sastavljen od katoličkih svećenika, te se ne smatra reprezentacijom Vatikana. 2006. godine, Vatikan je odigrao utakmicu protiv švicarskog kluba SV Vollmond, na stadionu Petriana. Vatikan je tada bio bolji s rezultatom 5-1.

## Pogled Vatikana na nogomet
Prva vatikanska liga nastala je 1973. godine, a prvi osvajači bili su uposlenici vatikanskog tiskanog dnevnika "L'Osservatore Romano".
Vatikan obično izražava snažnu potporu nogometu. Papa Ivan Pavao II. je navodno u mladosti bio vratar u Poljskoj i gorljivi pristaša nogometnog kluba Cracovia Kraków. Bivši njemački papa, Benedikt XVI. je gorljivi navijač bavarskog FC Bayern Münchena, odakle i sam dolazi. Papa Benedikt XVI. je izjavio: "Nogomet može biti sredstvo obrazovanja koje potiče vrijednosti poštenja, solidarnosti i bratstva, osobito za mlađe generacije."
Rimska Katolička Crkva odlučila je poduprijeti nastojanja Ancone u pokušaju da postanu svjetionici morala u talijanskom nogometu. Ancona je predvodnik etičkog koda kojeg je objavilo najvažnije talijansko katoličko sportsko tijelo CSI, čija je glavna namjena klub učiniti "inovativnim, etičkim modelom igranja nogometa. Na audijenciji uprava kluba je papi poklonila dres s njegovim imenom i brojem 16 na leđima. Papa Benedikt XVI. i Vatikan su potvrdili svoja uvjerenja kako nogomet treba biti svjetionik morala i kako se utakmice ne bi trebale igrati nedjeljom.
Sadašnji argentinski papa, Franjo je gorljivi poklonik rodnog argentinskog FC San Lorenza, a pokazao je i razočaranje kada je Argentina izgubila u finalu Svjetskog prvenstva 2014. protiv Njemačke.

## Članstvo u FIFA-i
Vatikan je jedna od devet potpuno priznatih suverenih država, čije reprezentacije, nisu članice FIFA-e. Druge su: Savezne Države Mikronezije, Kiribati, Maršalovi Otoci, Monako, Nauru, Palau, Tuvalu i Ujedinjeno Kraljevstvo. 

## Dres
Trenutačni dres vatikanske nogometne reprezentacije osigurala je Diadora. Kratke hlače su bijele, štucne žute i majica žuta s bijelo-plavom linijom u gornjem desnom dijelu rukava.

## Utakmice
| 22. studenog 1994. | Vatikan | 0 – 0 | San Marino B | Rim, Italija |  |
|                    |         |       |              |              |  |

| 23. studenog 2002. | Vatikan | 0 – 0      | Monako | Albano Laziale, Italija |  |
|                    |         | (izvješće) |        |                         |  |

| 7. svibnja 2011. | Vatikan           | 1 – 2      | Monako | Albano Laziale, Italija |  |
|                  | Alessandro Quarto | (izvješće) |        |                         |  |

| 22. lipnja 2013. | Monako                              | 2 – 0      | Vatikan | Cap-d'Ail, Francuska |  |
|                  | Morgan Escarras 9' Eric Fissore 34' | (izvješće) |         |                      |  |

| 10. svibnja 2014. | Vatikan | 0 – 2      | Monako | Rim, Italija |  |
|                   |         | (izvješće) |        |              |  |

| 10. svibnja 2014. | Vatikan | 5 – 1      | SV Vollmond | Rim, Italija |  |
|                   |         | (izvješće) |             |              |  |

██ Pobjeda
██ Remi
██ Poraz

## Treneri
- Saverio Di Pofi
- Giovanni Trapattoni
- Gianfranco Guadagnoli

## Vanjske poveznice
- Attività Calcistica Dipendenti Vaticani[neaktivna poveznica] (lat.) (tal.)
- CSI – Centro Sportivo Italiano (tal.)
- Clericus Cup  Arhivirana inačica izvorne stranice od 27. svibnja 2013. (Wayback Machine) (tal.)